# Protocols d'Auschwitz
Els Protocols d'Auschwitz, també coneguts com els informes d'Auschwitz, i publicats originalment com Els camps d'extermini d'Auschwitz i Birkenau, són una col·lecció de tres relats de testimonis presencials dels anys 1943 i 1944 sobre l'assassinat massiu que es va produir dins del camp de concentració d'Auschwitz a la Polònia ocupada per Alemanya durant la Segona Guerra Mundial. Els relats de testimonis presencials inclouen l'informe Vrba-Wetzler, l'informe del major polonès i el de Rosin-Mordowicz.

## Descripció
Els informes van ser compilats per presoners que havien escapat del camp i presentats en el seu ordre d'importància des de la perspectiva dels aliats occidentals, en lloc de per ordre cronològic. Els fugitius que van ser els autors dels informes van ser Rudolf Vrba i Alfred Wetzler (l' informe Vrba-Wetzler); Arnost Rosin i Czesław Mordowicz (l'informe Rosin-Mordowicz); i Jerzy Tabeau (l '"informe del major polonès").
L'informe Vrba-Wetzler va ser àmpliament difós pel Grup de Treball de Bratislava l'abril de 1944, i amb l'ajut del diplomàtic romanès Florian Manoliu, es va arribar a l'informe o un resum —amb molt d'endarreriment— a George Mantello (Mandel), primer secretari de l'ambaixada d'El Salvador a Suïssa, a través del vicecònsol suís Carl Lutz a Budapest. Mantello la va difondre immediatament. Això va desencadenar manifestacions a gran escala a Suïssa, sermons a les esglésies suïsses sobre la tràgica situació dels jueus i una campanya de la premsa suïssa d'uns 400 titulars que protestaven contra les atrocitats contra els jueus. Els esdeveniments a Suïssa i possiblement altres consideracions van provocar amenaces contra el regent hongarès Miklós Horthy per part del president Roosevelt, Winston Churchill i altres. Aquest va ser un dels principals factors que va convèncer Horthy per aturar els transports hongaresos del camp d'extermini. Els informes complets van ser publicats per la Junta de Refugiats de Guerra dels Estats Units el 26 de novembre de 1944 amb el títol Els camps d'extermini d'Auschwitz (Oświęcim) i Birkenau a l'Alta Silesia Es van presentar entre les proves als judicis de Nuremberg com a document número 022-L, i es troben als arxius de la War Refugee Board de la Biblioteca i Museu Presidencial Franklin D. Roosevelt de Hyde Park, Nova York.
No se sap quan es va parlar per primera vegada els protocols d'Auschwitz, però Randolph L. Braham podria haver estat el primer a fer-ho. Va utilitzar aquest terme per al document de The Politics of Genocide: The Holocaust in Hungary (1981).

## Informes que conté
- L'informe Vrba-Wetzler (de vegades s'utilitza el terme "Protocols d'Auschwitz" per referir-se només a aquest informe), és un informe de 33 pàgines escrit al voltant del 24 d'abril de 1944, després que Vrba i Wetzler, dos presoners eslovacs, s'escapessin d'Auschwitz del 7-11 d'abril de 1944.[7] Als protocols, aquesta part tenia 33 pàgines i es deia "Número 1. Els camps d'extermini d'Auschwitz (Oswiecim) i Birkenau a l'Alta Silèsia."[8][9]
- L'informe Rosin-Mordowicz és un informe de set pàgines d'Arnost Rosin i Czesław Mordowicz, també presoners eslovacs, que van escapar d'Auschwitz el 27 de maig de 1944. Es va presentar com un capítol addicional "III. Birkenau "a l'informe Vrba-Wetzler.
- L '"informe del major polonès" va ser escrit per Jerzy Tabeau (o Tabau), que estava a Auschwitz amb el pseudònim de Jerzy Wesołowski i que va escapar amb Roman Cieliczko el 19 de novembre de 1943. Zoltán Tibori Szabó escriu que Tabeau va elaborar el seu informe entre desembre de 1943 i gener de 1944. Es va copiar amb una plantilla a Ginebra a l'agost de 1944 i va ser distribuït pel govern polonès a l'exili i els grups jueus.[10] Als protocols tenia 19 pàgines i era el "Número 2. Transport (Informe del Major Polonès). "

El contingut dels protocols va ser desgranat en detall pel New York Times el 26 de novembre de 1944.